# 日本の地域別鉄道路線一覧

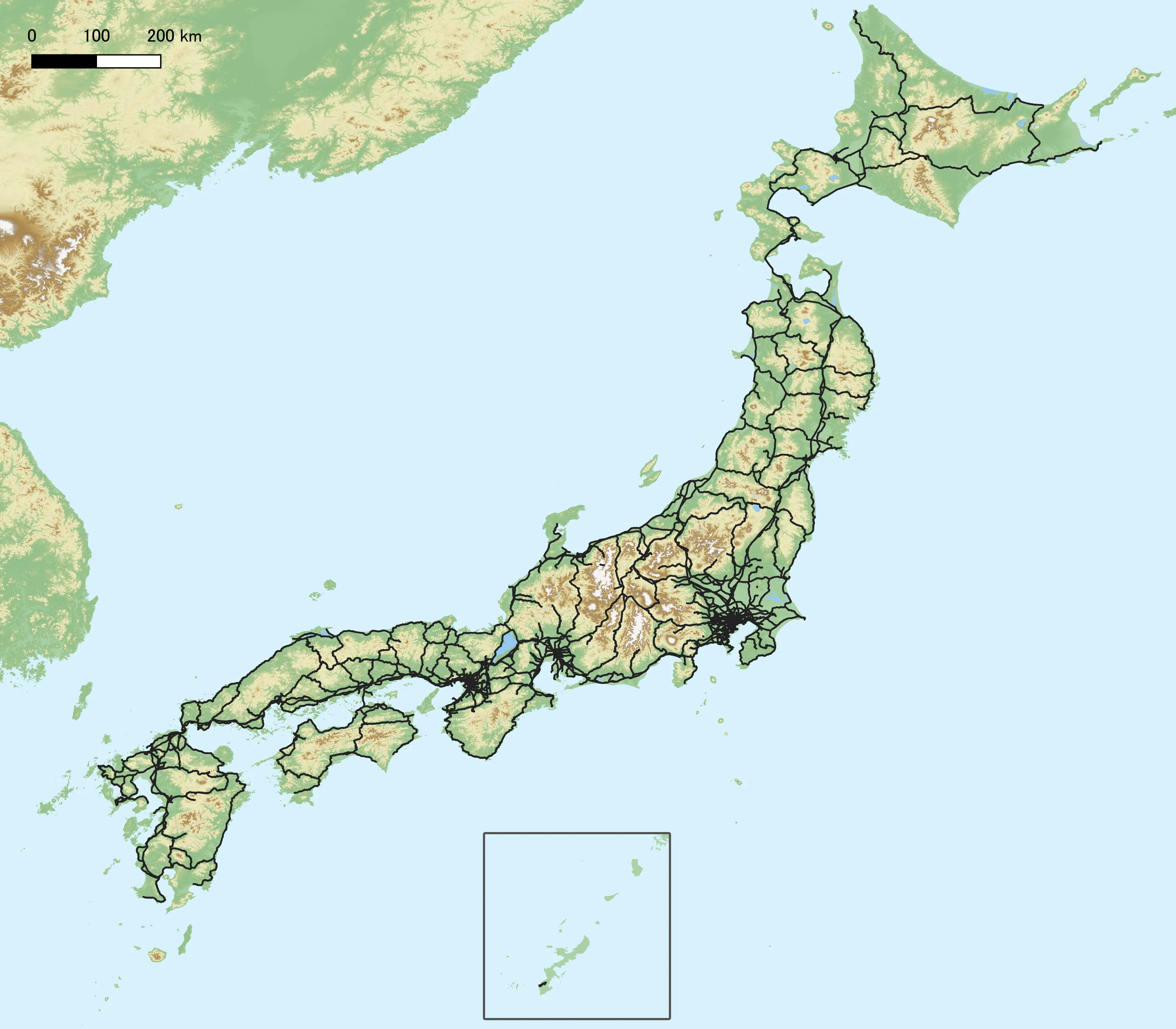
日本の鉄道路線網

日本の地域別鉄道路線一覧（にほんのちいきべつてつどうろせんいちらん）では、50音順配列の日本の鉄道路線一覧を日本の地域別に一覧にしている。
解説：
- 本記事は、原則として旅客営業を行う路線を対象とし、貨物専用の路線は含まれない（ただし、リンク先の「○○（地方）の鉄道路線」には貨物線を含む。）。
- 「広域：」とは、その地域内の複数の部分にまたがる路線である。地域内で完結している。
- 「超広域：」とは、その地域と他の地域にまたがる路線である。
  - 詳細は、その地域を含んだ親の地域の「広域」に同じ路線名を見つけることができる。

## 日本の超広域路線
日本は他国と海を隔てて大きく離れているため、日本国外と接続する路線はない。

## 日本の広域路線
北海道、本州、四国、九州のいずれかにまたがって走る路線。
- 北海道新幹線（JR北海道） - 新青森駅（本州）から新函館北斗駅（北海道）まで
  - 東北新幹線との直通列車もあり、東京駅（関東地方-東京都）と新函館北斗駅を乗り換えなしで結ぶ。
- 山陽新幹線（JR西日本） - 新大阪駅（本州）から博多駅（九州）まで
  - 東海道新幹線との直通列車もあり、東京駅（関東地方-東京都）と博多駅を乗り換えなしで結ぶ。
  - 九州新幹線との直通列車もあり、新大阪駅と鹿児島中央駅（九州地方-鹿児島県）を乗り換えなしで結ぶ。
- 海峡線 （JR北海道） - 中小国駅（本州-東北地方）から木古内駅（北海道）まで
  - 北海道新幹線開業に伴い定期旅客列車の運行はない。
- 山陽本線 （JR西日本、JR九州） - 神戸駅から門司駅まで
- 瀬戸大橋線 （JR西日本、JR四国） - 岡山駅（本州-中国地方）から宇多津駅/坂出駅（四国）まで
  - 岡山 - 茶屋町間は宇野線、茶屋町-児島間は本四備讃線（JR西日本）、児島-宇多津/坂出間は本四備讃線（JR四国）であるが、一体の運転系統である。

## 北海道
- 超広域：
  - 北海道新幹線（北海道 - 東北地方）
  - 海峡線（北海道 - 東北地方）
- 広域：
  - 函館本線 - 千歳線 - 石勝線 - 室蘭本線 - 根室本線 （JR北海道）
  - 宗谷本線 - 石北本線 - 釧網本線（JR北海道）
- 石狩振興局
  - 札幌市
    - 札幌市営地下鉄南北線 - 札幌市営地下鉄東西線 - 札幌市営地下鉄東豊線 （札幌市交通局）
    - 札幌市電都心線 - 札幌市電一条線 - 札幌市電山鼻線 - 札幌市電山鼻西線 （札幌市交通事業振興公社）

  - 札沼線
- 胆振総合振興局
  - 日高本線
- 渡島総合振興局
  - 函館市
    - 函館市電本線 - 函館市電宝来・谷地頭線 - 函館市電大森線 - 函館市電湯の川線 （函館市交通局）

  - 道南いさりび鉄道線
- 上川総合振興局
  - 富良野線 （JR北海道）
- 空知総合振興局
  - 留萌本線

## 本州
- 超広域：
  - 北海道新幹線（東北地方 - 北海道）（JR北海道）
  - 海峡線（東北地方 - 北海道）（JR北海道）
  - 山陽新幹線（近畿地方 - 中国地方 - 九州）（JR西日本）
  - 山陽本線（近畿地方 - 中国地方 - 九州）（JR西日本、JR九州）
  - 瀬戸大橋線（中国地方 - 四国）（JR西日本、JR四国）
- 広域：
  - 新幹線
    - 東北新幹線 （JR東日本）
    - 上越新幹線（JR東日本）
    - 北陸新幹線 （JR東日本、JR西日本）
    - 東海道新幹線 （JR東海）
    - 山陽新幹線 （JR西日本）

  - 在来線
    - 東北本線 東京駅 - 盛岡駅 （東北地方） （JR東日本）
    - 常磐線 日暮里駅 - 岩沼駅 （東北地方） （JR東日本）
    - 羽越本線（JR東日本）
    - 米坂線 （JR東日本）
    - 只見線 （JR東日本）
    - 磐越西線 （JR東日本）
    - 水郡線 （JR東日本）
    - 上越線 （JR東日本）
    - 中央本線 （JR東日本、JR東海）
    - 東海道本線 （JR東日本、JR東海、JR西日本）
      - （東海道線 （JR東日本）：東京駅 - 熱海駅）

    - 御殿場線 （JR東海）
    - 関西本線 （JR東海）
    - 紀勢本線（JR東海、JR西日本）
    - 北陸本線 （JR西日本）
    - 小浜線 （JR西日本）
    - 草津線（JR西日本）
    - 山陰本線（JR西日本）
    - 姫新線（JR西日本）
    - 赤穂線（JR西日本）

  - 私鉄線など
    - 野岩鉄道会津鬼怒川線 （野岩鉄道）
    - 近鉄大阪線 （近畿日本鉄道）
    - 智頭急行智頭線（智頭急行）

### 東北地方
- 超広域：
  - 東北新幹線（JR東日本）
  - 東北本線（JR東日本）
  - 常磐線（JR東日本）
  - 羽越本線（JR東日本）
  - 米坂線 （JR東日本）
  - 只見線 （JR東日本）
  - 磐越西線 （JR東日本）
  - 水郡線 （JR東日本）
  - 野岩鉄道会津鬼怒川線 （野岩鉄道）
- 広域：
  - 奥羽本線 - 五能線 - 八戸線 - 花輪線 - 田沢湖線 - 北上線 - 仙山線 - 陸羽東線 - 大船渡線（JR東日本）
  - 阿武隈急行線（阿武隈急行）
- 青森県
  - 津軽線 大湊線（JR東日本）
  - 青い森鉄道線 （青い森鉄道）
  - 大鰐線 - 弘南線（弘南鉄道）
  - 津軽鉄道線（津軽鉄道）
- 秋田県
  - 男鹿線（JR東日本）
  - 秋田内陸縦貫鉄道秋田内陸線（秋田内陸縦貫鉄道）
  - 由利高原鉄道鳥海山ろく線（由利高原鉄道）
- 山形県
  - 陸羽西線 左沢線（JR東日本）
  - 山形鉄道フラワー長井線（山形鉄道）
- 岩手県
  - 山田線 - 釜石線（JR東日本）
  - いわて銀河鉄道線（IGRいわて銀河鉄道）
  - 三陸鉄道リアス線
- 宮城県
  - 広域：
    - 仙石線 - 石巻線 - 気仙沼線（JR東日本）

  - 仙台市
    - 仙台市地下鉄南北線（仙台市交通局）
    - 仙台市地下鉄東西線（仙台市交通局）

  - 名取市
    - 仙台空港鉄道仙台空港線（仙台空港鉄道）
- 福島県
  - 磐越東線 （JR東日本）
  - 会津鉄道会津線（会津鉄道）
  - 福島交通飯坂線（福島交通）

### 関東地方
- 超広域：
  - 新幹線
    - 東北新幹線 （JR東日本）
    - 上越新幹線（JR東日本）
    - 北陸新幹線（JR東日本、JR西日本）
    - 東海道新幹線（JR東海）

  - その他
    - 水郡線（JR東日本）
    - 東海道本線 （JR東日本）
    - 中央本線  （JR東日本）
    - 御殿場線（JR東海）
    - 会津鬼怒川線 （野岩鉄道）
- 広域：
  - 総武本線 - 横須賀線 - 横浜線 - 南武線 - 武蔵野線 - 京葉線- 八高線 （JR東日本）
  - 川越線 - 埼京線 - 高崎線 - 両毛線 - 水戸線 - 鹿島線 （JR東日本）
    - （京浜東北線（通称）- 中央・総武緩行線（通称） （JR東日本）)

  - 小田急小田原線 - 小田急多摩線 （小田急電鉄）
  - 京王線 - 京王相模原線 - 京王井の頭線 （京王電鉄）
  - 京成本線 - 京成成田空港線 （京成電鉄）
  - 京急本線 （京浜急行電鉄）
  - 西武新宿線 - 西武池袋線 - 西武山口線 （西武鉄道）
  - 東急東横線 - 東急田園都市線 - 東急大井町線（東急電鉄）
  - 東京メトロ東西線 - 東京メトロ有楽町線 - 東京メトロ副都心線 （東京地下鉄）
  - 東武伊勢崎線 - 東武佐野線 - 東武日光線 - 東武野田線 - 東武東上本線 （東武鉄道）
  - 埼玉高速鉄道線 （埼玉高速鉄道）
  - 首都圏新都市鉄道つくばエクスプレス （首都圏新都市鉄道）
  - 都営地下鉄新宿線 （東京都交通局）
  - 真岡鐵道真岡線（真岡鐵道）
  - わたらせ渓谷鐵道わたらせ渓谷線 （わたらせ渓谷鐵道）
- 東京都
  - 広域：
    - 青梅線 - 五日市線 （JR東日本）
    - 西武拝島線 - 西武多摩湖線 - 西武国分寺線 - 西武多摩川線 （西武鉄道）
    - 多摩都市モノレール線 （多摩都市モノレール）

  - 東京都区部
    - 山手線 （JR東日本）
    - 京王新線 （京王電鉄）
    - 京成押上線 （京成電鉄）
    - 東急目黒線 - 東急池上線 （東急電鉄）
    - 東武亀戸線 （東武鉄道）
    - 東京メトロ銀座線 - 東京メトロ丸ノ内線 - 東京メトロ日比谷線 - 東京メトロ千代田線 - 東京メトロ半蔵門線 - 東京メトロ南北線 （東京地下鉄）
    - 都営地下鉄浅草線 - 都営地下鉄三田線 - 都営地下鉄大江戸線 （東京都交通局）
    - 日暮里・舎人ライナー （東京都交通局）
    - 都電荒川線 （東京都交通局）
    - 東京モノレール羽田空港線 （東京モノレール）
    - 東京臨海高速鉄道りんかい線 （東京臨海高速鉄道
    - ゆりかもめ東京臨海新交通臨海線 （ゆりかもめ）

  - 大田区
    - 京急空港線 （京浜急行電鉄）
    - 東急多摩川線 （東急電鉄）

  - 世田谷区
    - 東急世田谷線 （東急電鉄）

  - 練馬区
    - 西武豊島線 - 西武有楽町線 （西武鉄道）

  - 葛飾区
    - 京成金町線 （京成電鉄）

  - 足立区
    - 東武大師線 （東武鉄道）

  - 府中市
    - 京王競馬場線 （京王電鉄）

  - 日野市
    - 京王動物園線 （京王電鉄）

  - 八王子市
    - 京王高尾線 （京王電鉄）

  - 東村山市
    - 西武西武園線 （西武鉄道）
- 神奈川県
  - 広域：
    - 根岸線 - 鶴見線 - 相模線 （JR東日本）
    - 小田急江ノ島線 （小田急電鉄）
    - 京急久里浜線 - 京急逗子線 （京浜急行電鉄）
    - 相鉄本線 - 相鉄いずみ野線 （相模鉄道）
    - 小田急箱根鉄道線 （小田急箱根）
    - 伊豆箱根鉄道大雄山線 （伊豆箱根鉄道）
    - 江ノ島電鉄 （江ノ電）
    - 湘南モノレール江の島線 （湘南モノレール）
    - 横浜市営地下鉄ブルーライン （1号線・3号線、横浜市交通局）

  - 横浜市
    - 相鉄新横浜線 （相模鉄道）
    - 東急新横浜線 （東急電鉄）
    - 横浜高速鉄道こどもの国線 （横浜高速鉄道）
    - 横浜高速鉄道みなとみらい21線 （横浜高速鉄道）
    - 金沢シーサイドライン （横浜シーサイドライン）
    - 横浜市営地下鉄グリーンライン （4号線、横浜市交通局）

  - 川崎市
    - 京急大師線 （京浜急行電鉄）
- 千葉県
  - 広域：
    - 内房線 - 外房線 - 久留里線 - 東金線 - 成田線  （JR東日本）
    - 京成千葉線 （京成電鉄）
    - 京成千原線 （京成電鉄）
    - 京成松戸線 （京成電鉄）
    - いすみ鉄道いすみ線 （いすみ鉄道）
    - 小湊鉄道線 （小湊鉄道）
    - 芝山鉄道線 （芝山鉄道）
    - 東葉高速線 （東葉高速鉄道）
    - 流鉄流山線 （流鉄）

  - 千葉市
    - 千葉都市モノレール1号線（千葉都市モノレール）
    - 千葉都市モノレール2号線（千葉都市モノレール）

  - 佐倉市
    - 山万ユーカリが丘線（山万）

  - 銚子市
    - 銚子電気鉄道線 （銚子電気鉄道）

  - 浦安市
    - 舞浜リゾートラインディズニーリゾートライン（舞浜リゾートライン）

  - 成田市
    - 京成東成田線（京成電鉄）
- 埼玉県
  - 広域：
    - 川越線 （JR東日本）
    - 東武越生線
    - 秩父鉄道秩父本線
    - 西武狭山線
    - 西武秩父線
    - 埼玉新都市交通伊奈線（ニューシャトル）（埼玉新都市交通）
- 群馬県
  - 広域：
    - 吾妻線 （JR東日本）
    - 東武桐生線 - 東武小泉線 （東武鉄道）
    - 上信線 （上信電鉄）
    - 上毛線 （上毛電気鉄道）
- 栃木県
  - 広域：
    - 日光線 （JR東日本） - 宇都宮駅から日光駅を結ぶ。
    - 烏山線 （JR東日本） - 宝積寺駅から烏山駅を結ぶ。
    - 東武宇都宮線 - 新栃木駅から東武宇都宮駅を結ぶ。
    - 宇都宮芳賀ライトレール線 （宇都宮ライトレール） - 宇都宮駅東口停留場から芳賀・高根沢工業団地停留場を結ぶ。

  - 日光市
    - 東武鬼怒川線 - 下今市駅から新藤原駅を結ぶ。
- 茨城県
  - 広域：
    - 鹿島臨海鉄道大洗鹿島線 （鹿島臨海鉄道）
    - 関東鉄道常総線 （関東鉄道）

  - 龍ケ崎市
    - 関東鉄道竜ヶ崎線 （関東鉄道）

  - ひたちなか市
    - ひたちなか海浜鉄道湊線 （ひたちなか海浜鉄道）

### 中部地方
- 超広域：
  - 新幹線
    - 上越新幹線 （JR東日本）
    - 北陸新幹線 （JR東日本、JR西日本）
    - 東海道新幹線 （JR東海）

  - その他
    - 羽越本線 （JR東日本）
    - 米坂線 （JR東日本）
    - 只見線 （JR東日本）
    - 磐越西線 （JR東日本）
    - 上越線 （JR東日本）
    - 東海道本線 （JR東日本、JR東海、JR西日本）
    - 御殿場線 （JR東海）
    - 関西本線 （JR東海）
    - 紀勢本線（JR東海）
    - 北陸本線 （JR西日本）
    - 小浜線 （JR西日本）
    - 草津線（JR西日本）
    - 近鉄大阪線 （近畿日本鉄道）
- 広域：
  - 小海線 （JR東日本）
  - 飯山線 （JR東日本）
  - 中央本線 （JR東日本、JR東海）
  - 大糸線 （JR東日本、JR西日本）
  - 身延線 （JR東海）
  - 飯田線 （JR東海）
  - 高山本線 （JR東海、JR西日本）
  - しなの鉄道北しなの線（しなの鉄道）
  - あいの風とやま鉄道線（あいの風とやま鉄道）
  - ハピラインふくい線 （ハピラインふくい）
  - 近鉄名古屋線 （近畿日本鉄道）
  - 名鉄名古屋本線 （名古屋鉄道）
  - 名鉄犬山線 （名古屋鉄道）
  - 名鉄広見線 （名古屋鉄道）
  - 養老鉄道養老線 （養老鉄道）
- 新潟県
  - 広域：
    - 信越本線 （JR東日本）
    - 白新線 （JR東日本）
    - 越後線 （JR東日本）
    - 弥彦線 （JR東日本）
    - 北越急行ほくほく線 （北越急行）
    - えちごトキめき鉄道妙高はねうまライン（えちごトキめき鉄道）
    - えちごトキめき鉄道日本海ひすいライン（えちごトキめき鉄道）
- 山梨県
  - 広域：
    - 富士山麓電気鉄道大月線 （富士山麓電気鉄道）
    - 富士山麓電気鉄道河口湖線 （富士山麓電気鉄道）
- 長野県
  - 広域：
    - 篠ノ井線 （JR東日本）
    - しなの鉄道線 （しなの鉄道）
    - 長野電鉄長野線 （長野電鉄）

  - 松本市
    - アルピコ交通上高地線 （アルピコ交通）

  - 上田市
    - 上田電鉄別所線 （上田電鉄）
- 富山県
  - 広域：
    - 城端線（JR西日本）
    - 氷見線（JR西日本）
    - 富山地方鉄道本線 （富山地方鉄道）
    - 富山地方鉄道立山線 （富山地方鉄道）
    - 富山地方鉄道上滝線 （富山地方鉄道）
    - 万葉線高岡軌道線 （万葉線）
    - 万葉線新湊港線 （万葉線）

  - 富山市
    - 富山地方鉄道不二越線 （富山地方鉄道）
    - 富山地方鉄道富山軌道線
      - 本線 （富山地方鉄道）
      - 支線 （富山地方鉄道）
      - 安野屋線 （富山地方鉄道）
      - 呉羽線 （富山地方鉄道）
      - 富山都心線 （富山地方鉄道）
      - 富山駅南北接続線 （富山地方鉄道）

    - 富山地方鉄道富山港線 （富山地方鉄道）

  - 黒部市
    - 黒部峡谷鉄道本線 （黒部峡谷鉄道）

  - 立山町
    - 立山ケーブルカー （立山黒部貫光）
    - 黒部ケーブルカー （立山黒部貫光）
    - 立山黒部貫光無軌条電車線 （立山黒部貫光）無軌条電車
- 石川県
  - 広域：
    - 七尾線（JR西日本）
    - 北陸鉄道石川線 （北陸鉄道）
    - 北陸鉄道浅野川線 （北陸鉄道）
    - のと鉄道七尾線 （のと鉄道）
    - IRいしかわ鉄道線（IRいしかわ鉄道）
- 福井県
  - 広域：
    - 越美北線 （JR西日本）
    - えちぜん鉄道勝山永平寺線 （えちぜん鉄道）
    - えちぜん鉄道三国芦原線 （えちぜん鉄道）
    - 福井鉄道福武線 （福井鉄道）
- 岐阜県
  - 広域：
    - 太多線 （JR東海）
    - 名鉄広見線 （名古屋鉄道）
    - 名鉄各務原線 （名古屋鉄道）
    - 名鉄竹鼻線 （名古屋鉄道）
    - 明知鉄道明知線 （明知鉄道）
    - 樽見鉄道樽見線 （樽見鉄道）
    - 長良川鉄道越美南線 （長良川鉄道）

  - 羽島市
    - 名鉄羽島線 （名古屋鉄道）
- 静岡県
  - 広域：
    - 伊東線 （JR東日本）
    - 伊豆急行線 （伊豆急行）
    - 伊豆箱根鉄道駿豆線 （伊豆箱根鉄道）
    - 大井川鐵道大井川本線（大井川鐵道）
    - 大井川鐵道井川線 （大井川鐵道）
    - 天竜浜名湖鉄道天竜浜名湖線 （天竜浜名湖鉄道）

  - 函南町
    - 十国峠十国鋼索線 （十国峠）

  - 富士市
    - 岳南鉄道線 （岳南電車）

  - 静岡市
    - 静岡鉄道静岡清水線 （静岡鉄道）

  - 浜松市
    - 遠州鉄道鉄道線 （遠州鉄道）
- 愛知県
  - 広域：
    - 武豊線 （JR東海）
    - 名鉄常滑線 （名古屋鉄道）
    - 名鉄河和線 （名古屋鉄道）
    - 名鉄西尾線 （名古屋鉄道）
    - 名鉄三河線 （名古屋鉄道）
    - 名鉄豊田線 （名古屋鉄道）
    - 名鉄蒲郡線 （名古屋鉄道）
    - 名鉄知多新線 （名古屋鉄道）
    - 名鉄瀬戸線 （名古屋鉄道）
    - 名鉄小牧線 （名古屋鉄道）
    - 名鉄津島線 （名古屋鉄道）
    - 名鉄尾西線 （名古屋鉄道）
    - 豊橋鉄道渥美線 （豊橋鉄道）
    - 愛知環状鉄道線 （愛知環状鉄道）
    - 愛知高速交通東部丘陵線 （愛知高速交通）
    - JR東海交通事業城北線 （JR東海交通事業）
    - 名古屋市営地下鉄鶴舞線 （名古屋市交通局）

  - 豊橋市
    - 豊橋鉄道東田本線 （豊橋鉄道）

  - 豊川市
    - 名鉄豊川線 （名古屋鉄道）

  - 常滑市
    - 名鉄空港線 （名古屋鉄道）

  - 名古屋市
    - 名鉄築港線 （名古屋鉄道）
    - 名古屋ガイドウェイバスガイドウェイバス志段味線 （名古屋ガイドウェイバス）
    - 名古屋市営地下鉄東山線 （名古屋市交通局）
    - 名古屋市営地下鉄名城線 （名古屋市交通局）
    - 名古屋市営地下鉄名港線 （名古屋市交通局）
    - 名古屋市営地下鉄桜通線 （名古屋市交通局）
    - 名古屋市営地下鉄上飯田線 （名古屋市交通局）
    - 名古屋臨海高速鉄道西名古屋港線（あおなみ線） （名古屋臨海高速鉄道）
- 三重県
  - 広域：
    - 参宮線 （JR東海）
    - 名松線 （JR東海）
    - 近鉄山田線 （近畿日本鉄道）
    - 近鉄鳥羽線 （近畿日本鉄道）
    - 近鉄志摩線 （近畿日本鉄道）
    - 近鉄湯の山線 （近畿日本鉄道）
    - 伊勢鉄道伊勢線 （伊勢鉄道）
    - 三岐鉄道三岐線 （三岐鉄道）
    - 三岐鉄道北勢線 （三岐鉄道）

  - 四日市市
    - 四日市あすなろう鉄道内部線 （四日市あすなろう鉄道）
    - 四日市あすなろう鉄道八王子線 （四日市あすなろう鉄道）

  - 鈴鹿市
    - 近鉄鈴鹿線 （近畿日本鉄道）

  - 伊賀市
    - 伊賀鉄道伊賀線 （伊賀鉄道）

### 近畿地方
- 超広域：
  - 新幹線
    - 東海道新幹線（JR東海）
    - 山陽新幹線（JR西日本）

  - その他
    - 東海道本線（JR東海、JR西日本）
    - 関西本線（JR東海、JR西日本）
    - 紀勢本線（JR東海、JR西日本）
    - 北陸本線（JR西日本）
    - 小浜線 （JR西日本）
    - 草津線（JR西日本）
    - 山陰本線（JR西日本）
    - 山陽本線（JR西日本）
    - 姫新線（JR西日本）
    - 赤穂線（JR西日本）
    - 近鉄大阪線（近畿日本鉄道）
    - 智頭急行智頭線（智頭急行）
- 広域：
  - 奈良線（JR西日本）
  - 片町線（JR西日本）
  - JR東西線（JR西日本）
  - 和歌山線（JR西日本）
  - 阪和線（JR西日本）
  - 福知山線（JR西日本）
  - 近鉄京都線（近畿日本鉄道）
  - 近鉄奈良線（近畿日本鉄道）
  - 近鉄けいはんな線（近畿日本鉄道）
  - 近鉄南大阪線（近畿日本鉄道）
  - 京阪本線（京阪電気鉄道）
  - 京阪京津線（京阪電気鉄道）
  - 南海本線（南海電気鉄道）
  - 南海高野線（南海電気鉄道）
  - 阪急神戸本線（阪急電鉄）
  - 阪急宝塚本線（阪急電鉄）
  - 阪急京都本線（阪急電鉄）
  - 阪神本線（阪神電気鉄道）
  - 阪神なんば線（阪神電気鉄道）
  - 京都丹後鉄道宮豊線（WILLER TRAINS）
- 滋賀県
  - 広域：
    - 湖西線（JR西日本）
    - 近江鉄道本線（近江鉄道）
    - 近江鉄道多賀線（近江鉄道）
    - 近江鉄道八日市線（近江鉄道）

  - 大津市
    - 京阪石山坂本線（京阪電気鉄道）

  - 甲賀市
    - 信楽高原鐵道信楽線（信楽高原鐵道）
- 京都府
  - 広域：
    - 京阪宇治線（京阪電気鉄道）
    - 京都丹後鉄道宮福線（WILLER TRAINS）
    - 京都丹後鉄道宮舞線（WILLER TRAINS）
    - 嵯峨野観光鉄道嵯峨野観光線（嵯峨野観光鉄道）

  - 京都市
    - 京阪鴨東線（京阪電気鉄道）
    - 阪急嵐山線（阪急電鉄）
    - 京都市営地下鉄烏丸線（京都市交通局）
    - 京都市営地下鉄東西線（京都市交通局）
    - 叡山電鉄叡山本線（叡山電鉄）
    - 叡山電鉄鞍馬線（叡山電鉄）
    - 京福電気鉄道嵐山本線（京福電気鉄道）
    - 京福電気鉄道北野線（京福電気鉄道）
    - 京福電気鉄道鋼索線（京福電気鉄道）
    - 鞍馬山鋼索鉄道（鞍馬寺）

  - 八幡市
    - 京阪鋼索線（京阪電気鉄道）
- 大阪府
  - 広域：
    - おおさか東線（JR西日本）
    - 関西空港線（JR西日本）
    - 北大阪急行電鉄南北線・南北線延伸線（北大阪急行電鉄）
    - 南海泉北線（南海電気鉄道）
    - Osaka Metro御堂筋線（大阪市高速電気軌道）
    - Osaka Metro谷町線（大阪市高速電気軌道）
    - Osaka Metro中央線（大阪市高速電気軌道）
    - Osaka Metro長堀鶴見緑地線（大阪市高速電気軌道）
    - 京阪交野線（京阪電気鉄道）
    - 阪急千里線（阪急電鉄）
    - 阪急箕面線（阪急電鉄）
    - 大阪モノレール線（大阪モノレール）
    - 大阪モノレール国際文化公園都市モノレール線（大阪モノレール）
    - 阪堺電気軌道阪堺線（阪堺電気軌道）
    - 近鉄道明寺線（近畿日本鉄道）
    - 近鉄長野線（近畿日本鉄道）

  - 大阪市
    - 大阪環状線（JR西日本）
    - 桜島線（JR西日本）
    - Osaka Metro四つ橋線（大阪市高速電気軌道）
    - Osaka Metro千日前線（大阪市高速電気軌道）
    - Osaka Metro堺筋線（大阪市高速電気軌道）
    - Osaka Metro今里筋線（大阪市高速電気軌道）
    - Osaka Metro南港ポートタウン線（大阪市高速電気軌道）
    - 京阪中之島線（京阪電気鉄道）
    - 阪堺電気軌道上町線（阪堺電気軌道）

  - 八尾市
    - 近鉄信貴線（近畿日本鉄道）
    - 近鉄西信貴鋼索線（近畿日本鉄道）

  - 高石市
    - 南海高師浜線（南海電気鉄道）

  - 岬町
    - 南海多奈川線（南海電気鉄道）
- 兵庫県
  - 広域：
    - 加古川線（JR西日本）
    - 播但線（JR西日本）
    - 阪急伊丹線（阪急電鉄）
    - 阪急今津線（阪急電鉄）
    - 山陽電気鉄道本線（山陽電気鉄道）
    - 神戸電鉄三田線（神戸電鉄）
    - 神戸電鉄公園都市線（神戸電鉄）
    - 神戸電鉄粟生線（神戸電鉄）
    - 北条鉄道北条線（北条鉄道）

  - 西宮市
    - 阪急甲陽線（阪急電鉄）

  - 神戸市
    - 神戸新交通六甲アイランド線（神戸新交通）
    - 神戸新交通ポートアイランド線（神戸新交通）
    - 神戸高速鉄道南北線（神戸高速鉄道）（第三種鉄道事業者）
    - 神戸高速鉄道東西線（神戸高速鉄道）
    - 神戸市営地下鉄西神山手線（神戸市交通局）
    - 神戸市営地下鉄海岸線（神戸市交通局）
    - 神戸市営地下鉄北神線（神戸市交通局）
    - 神戸電鉄有馬線（神戸電鉄）
- 奈良県
  - 広域：
    - 桜井線（JR西日本）
    - 和歌山線（JR西日本）
    - 近鉄生駒線（近畿日本鉄道）
    - 近鉄橿原線（近畿日本鉄道）
    - 近鉄天理線（近畿日本鉄道）
    - 近鉄田原本線（近畿日本鉄道）
    - 近鉄御所線（近畿日本鉄道）
    - 近鉄吉野線（近畿日本鉄道）
    - 奈良生駒高速鉄道（第三種鉄道事業者）

  - 生駒市
    - 近鉄生駒鋼索線（近畿日本鉄道）
- 和歌山県
  - 広域：
    - 和歌山電鐵貴志川線（和歌山電鐵）

  - 御坊市
    - 紀州鉄道線

### 中国地方
- 超広域：
  - 新幹線
    - 山陽新幹線 （JR西日本）
    - 山陰本線 （JR西日本）
    - 山陽本線 （JR西日本、JR九州）

  - その他
    - 姫新線 （JR西日本）
    - 本四備讃線 （JR西日本、JR四国）
    - 智頭急行智頭線 （智頭急行）
- 広域：
  - 伯備線 （JR西日本）
  - 芸備線 （JR西日本）
  - 山口線 （JR西日本）
  - 因美線 （JR西日本）
  - 木次線 （JR西日本）
  - 井原鉄道井原線（井原鉄道）
- 鳥取県
  - 広域：
    - 境線 （JR西日本）
    - 若桜鉄道若桜線 （若桜鉄道）
- 島根県
  - 広域：
    - 一畑電車大社線 （一畑電車）

  - 出雲市
    - 一畑電車北松江線 （一畑電車）
- 岡山県
  - 広域：
    - 津山線 （JR西日本）
    - 吉備線 （JR西日本）
    - 宇野線 （JR西日本）

  - 岡山市
    - 岡山電気軌道東山本線 （岡山電気軌道）
    - 岡山電気軌道清輝橋線 （岡山電気軌道）

  - 倉敷市
    - 水島臨海鉄道水島本線 （水島臨海鉄道）
- 広島県
  - 広域：
    - 福塩線 （JR西日本）
    - 呉線 （JR西日本）
    - 広島電鉄宮島線 （広島電鉄）

  - 広島市
    - 可部線 （JR西日本）
    - 広島高速交通広島新交通1号線 （広島高速交通）
    - 広島電鉄本線 （広島電鉄）
    - 広島電鉄宇品線 （広島電鉄）
    - 広島電鉄江波線 （広島電鉄）
    - 広島電鉄横川線 （広島電鉄）
    - 広島電鉄皆実線 （広島電鉄）
    - 広島電鉄白島線 （広島電鉄）
- 山口県
  - 広域：
    - 岩徳線 （JR西日本）
    - 宇部線 （JR西日本）
    - 小野田線 （JR西日本）
    - 美祢線 （JR西日本）

  - 岩国市
    - 錦川鉄道錦川清流線 （錦川鉄道）

## 四国
- 超広域：
  - 本四備讃線 （JR四国）
- 広域：
  - 予讃線（JR四国）
  - 土讃線（JR四国）
  - 高徳線（JR四国）
  - 予土線（JR四国）
  - 阿佐海岸鉄道阿佐東線（阿佐海岸鉄道）
- 徳島県
  - 広域:
    - 徳島線（JR四国）
    - 牟岐線（JR四国）

  - 鳴門市
    - 鳴門線（JR四国）
- 香川県
  - 広域:
    - 高松琴平電気鉄道琴平線（高松琴平電気鉄道）
    - 高松琴平電気鉄道長尾線（高松琴平電気鉄道）
    - 高松琴平電気鉄道志度線（高松琴平電気鉄道）
- 愛媛県
  - 広域:
    - 内子線（JR四国）
    - 伊予鉄道郡中線（伊予鉄道）
    - 伊予鉄道横河原線（伊予鉄道）

  - 松山市
    - 伊予鉄道高浜線（伊予鉄道）
    - 伊予鉄道城北線（伊予鉄道）
    - 伊予鉄道城南線（伊予鉄道）
    - 伊予鉄道大手町線（伊予鉄道）
    - 伊予鉄道本町線（伊予鉄道）
    - 伊予鉄道花園線（伊予鉄道）
    - 伊予鉄道連絡線（伊予鉄道）
- 高知県
  - 広域:
    - 土佐くろしお鉄道中村線（土佐くろしお鉄道）
    - 土佐くろしお鉄道宿毛線（土佐くろしお鉄道）
    - 土佐くろしお鉄道ごめん・なはり線（土佐くろしお鉄道）
    - とさでん交通後免線（とさでん交通）
    - とさでん交通伊野線（とさでん交通）

  - 高知市
    - とさでん交通桟橋線（とさでん交通）
    - とさでん交通駅前線（とさでん交通）

## 九州・沖縄
- 超広域：
  - 山陽新幹線 （JR西日本）
  - 山陽本線 （JR西日本、JR九州）
- 広域：
  - 新幹線
    - 九州新幹線 （JR九州） - 博多駅（福岡県） から鹿児島中央駅（鹿児島県）まで
    - 長崎本線（JR九州） - 武雄温泉駅（佐賀県武雄市）から、長崎駅（長崎県長崎市）まで

  - その他
    - 鹿児島本線（JR九州） - 門司港駅（福岡県北九州市）から八代駅（熊本県八代市）までと川内駅（鹿児島県薩摩川内市）から鹿児島駅（鹿児島県）まで
    - 日豊本線 （JR九州） - 小倉駅（福岡県北九州市）から、大分駅（大分県大分市）を経由して、鹿児島駅（鹿児島県鹿児島市）まで
    - 長崎本線（JR九州） - 鳥栖駅（佐賀県鳥栖市）から佐賀駅を経由して、長崎駅（長崎県長崎市）まで
    - 佐世保線 （JR九州） - 江北駅（佐賀県江北町）から佐世保駅（長崎県佐世保市）まで
    - 筑肥線 （JR九州） - 姪浜駅（福岡県）から唐津駅（佐賀県唐津市）までと山本駅（佐賀県唐津市）から伊万里駅（佐賀県伊万里市）まで
    - 久大本線（JR九州） - 久留米駅（福岡県久留米市）から日田駅を経由して、大分駅（大分県大分市）まで
    - 豊肥本線（JR九州） - 熊本駅（熊本県熊本市）から阿蘇駅を経由して、大分駅（大分県大分市）まで
    - 日田彦山線 （JR九州） - 城野駅（福岡県北九州市）から - 夜明駅（大分県日田市）まで
    - 肥薩線 （JR九州） - 八代駅（熊本県八代市）から - 隼人駅（鹿児島県霧島市）まで
    - 吉都線 （JR九州） - 吉松駅（鹿児島県湧水町） から- 都城駅（宮崎県都城市）まで
    - 日南線 （JR九州） - 南宮崎駅（宮崎県宮崎市）から - 志布志駅（鹿児島県志布志市）まで
    - 甘木鉄道甘木線 （甘木鉄道） - 基山駅（佐賀県基山町）から - 甘木駅（福岡県朝倉市）まで
    - 肥薩おれんじ鉄道線（肥薩おれんじ鉄道） - 八代駅（熊本県八代市）から - 川内駅（鹿児島県薩摩川内市）まで
    - 松浦鉄道西九州線 （松浦鉄道） - 有田駅（佐賀県有田町）から - 佐世保駅（長崎県佐世保市）まで
- 福岡県
  - 広域:
    - 博多南線（JR西日本）
    - 西鉄天神大牟田線（西日本鉄道）
    - 西鉄太宰府線（西日本鉄道）
    - 西鉄甘木線（西日本鉄道）
    - 西鉄貝塚線（西日本鉄道）
    - 平成筑豊鉄道田川線（平成筑豊鉄道）
    - 平成筑豊鉄道伊田線（平成筑豊鉄道）
    - 平成筑豊鉄道糸田線（平成筑豊鉄道）
    - 筑豊電気鉄道線（筑豊電気鉄道）

  - 福岡市
    - 福岡市地下鉄空港線（福岡市交通局）
    - 福岡市地下鉄箱崎線（福岡市交通局）
    - 福岡市地下鉄七隈線（福岡市交通局）

  - 北九州市
    - 北九州高速鉄道小倉線（北九州高速鉄道）
    - 平成筑豊鉄道門司港レトロ観光線（平成筑豊鉄道）
    - 皿倉山ケーブルカー（皿倉登山鉄道）
- 佐賀県
  - 広域:
    - 唐津線（JR九州）
- 長崎県
  - 広域:
    - 島原鉄道線（島原鉄道）

  - 長崎市
    - 長崎電気軌道本線（長崎電気軌道）
    - 長崎電気軌道赤迫支線（長崎電気軌道）
    - 長崎電気軌道桜町支線（長崎電気軌道）
    - 長崎電気軌道大浦支線（長崎電気軌道）
    - 長崎電気軌道蛍茶屋支線（長崎電気軌道）
- 熊本県
  - 広域:
    - 三角線（JR九州）
    - 熊本電気鉄道菊池線（熊本電気鉄道）
    - くま川鉄道湯前線 （くま川鉄道）

  - 熊本市
    - 熊本市電幹線（熊本市交通局）
    - 熊本市電上熊本線（熊本市交通局）
    - 熊本市電水前寺線（熊本市交通局）
    - 熊本市電健軍線（熊本市交通局）
    - 熊本市電田崎線（熊本市交通局）
    - 熊本電気鉄道藤崎線（熊本電気鉄道）

  - 阿蘇郡
    - 南阿蘇鉄道高森線（南阿蘇鉄道）
- 大分県
  - 別府市
    - 別府ラクテンチケーブル線 （岡本製作所）
- 宮崎県
  - 宮崎市
    - 宮崎空港線 （JR九州）
- 鹿児島県
  - 広域：
    - 指宿枕崎線 （JR九州）

  - 鹿児島市
    - 鹿児島市電第一期線（鹿児島市交通局）
    - 鹿児島市電第二期線（鹿児島市交通局）
    - 鹿児島市電谷山線（鹿児島市交通局）
    - 鹿児島市電唐湊線（鹿児島市交通局）
- 沖縄県
  - 広域：
    - 沖縄都市モノレール線（ゆいレール）：那覇空港駅 - てだこ浦西駅